# Aéroport international Toussaint-Louverture
L'Aéroport International Toussaint-Louverture (code IATA : PAP • code OACI : MTPP) est le principal aéroport d'Haïti se situant à une dizaine de kilomètres au nord-est de la capitale, Port-au-Prince, dans la commune de Tabarre. Il est géré par l'Autorité Aéroportuaire Nationale (AAN).

## Situation
| Cayes Cap-Haïtien Jacmel Jérémie Port-de-Paix Port-au-Prince |

On l’appelle aussi l'aéroport de Maïs-Gaté à cause du toponyme spécifique dans la plaine du Cul-de-Sac.

## Histoire
Ancienne base militaire américaine dans les années 1950 et 1960, l'aéroport actuel ouvrit en 1965, sous le nom d'aéroport international François Duvalier, en l'honneur de l'ancien président d'Haïti, jusqu'en 1986 où il fut renommé aéroport international de Port-au-Prince. En 2003, il fut encore une fois renommé, cette fois-ci en l'honneur du héros national Toussaint Louverture.

### L'Aéroport pendant le tremblement de terre de janvier 2010

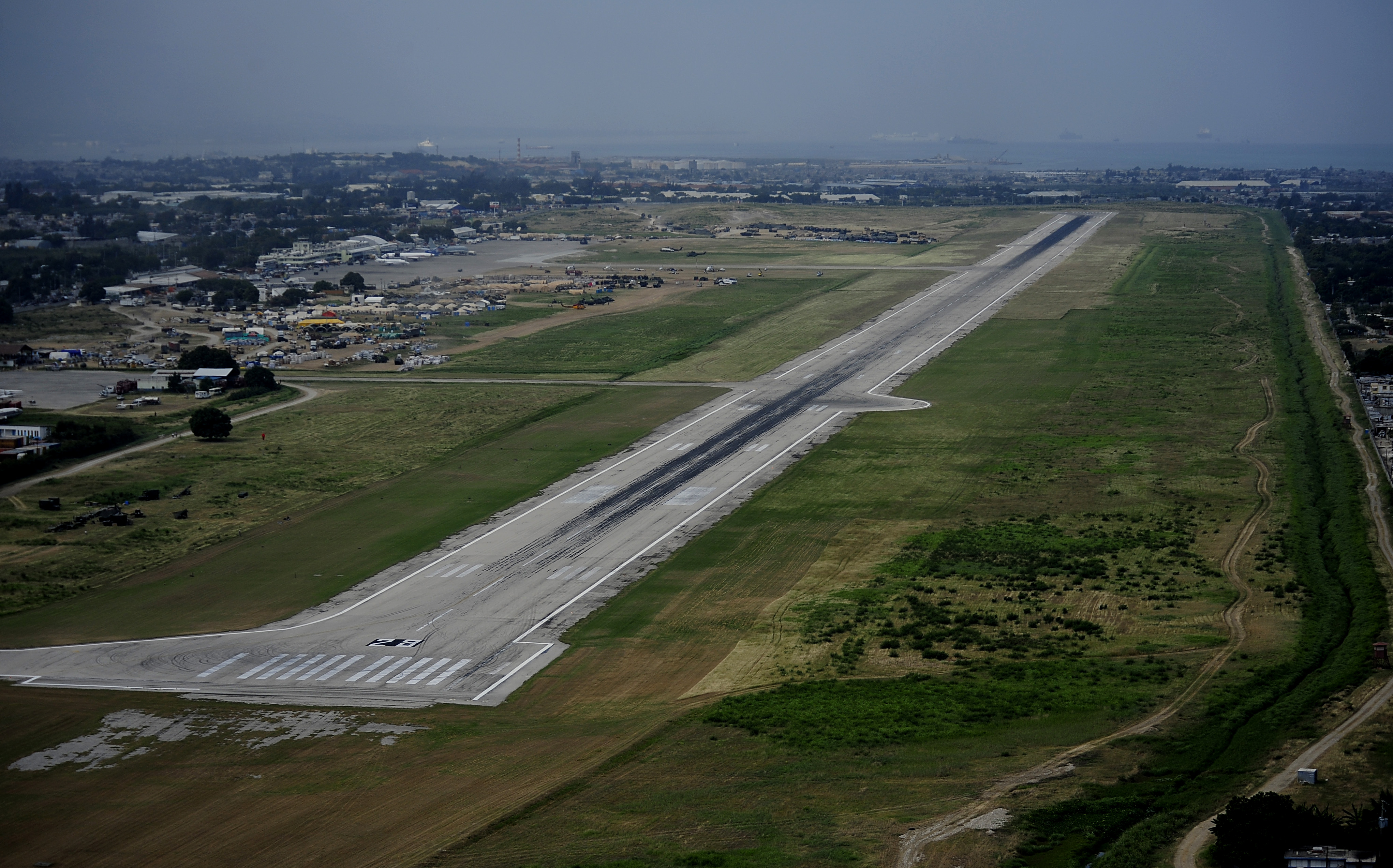
Vue générale de l'aéroport de Port-au-Prince

Le 12 janvier 2010, un tremblement de terre de magnitude 7,0 a frappé l'ouest d'Haïti et, notamment, la capitale.
Ce séisme, qui est suivi de plus d'une centaine de répliques, est le plus important et le plus meurtrier de l'histoire du pays. Elle a désorganisé totalement le fonctionnement de l'État, à l'image de l'effondrement de plusieurs bâtiments publics comme le palais présidentiel. La tour de contrôle de l'aéroport n'a pas été épargnée. Cependant, l'unique piste est restée intacte et permet ainsi  aux avions des différents secours d'atterrir.
Le port de la capitale étant inutilisable, la piste de l'aéroport est devenue le point névralgique pour l'arrivée des secours internationaux et le départ des réfugiés rescapés.
C'était d'abord une unité avancée de la 82e division aéroportée, parmi les premières unités arrivées sur place, qui a assuré le contrôle aérien le long de la piste d'atterrissage. Cette unité sera ensuite remplacée par le 23e escadron tactique spécial de l'armée de l'air, doté de matériel plus approprié et appuyé par une équipe de la Federal Aviation Administration (agence fédérale de l'aviation civile américaine), qui ont assuré provisoirement la gestion des installations aéroportuaires et du trafic aérien haïtien avec l'accord du gouvernement.
Le département d'État américain a assuré que la prise de contrôle par les forces armées américaines a résulté d'un accord conclu avec le président René Préval, ne nuisant en rien au fait à la souveraineté de l'État haïtien.
Après le séisme du 12 janvier 2010, toutes les opérations commerciales des compagnies aériennes ont été suspendues.
Avant la catastrophe, l'aéroport gérait quotidiennement 13 vols au départ ou à l'arrivée d'Haïti. Le déferlement  d'urgence de l'aide humanitaire sur un aéroport ne disposant que d'une piste longs-courriers et d'une piste pour avions-taxis dépasse très largement sa capacité de prise en charge, la prise de contrôle par les forces de l'opération réponse unifiée était afin d'amplifier le trafic aérien sur l'aéroport.

### Reconstruction et modernisation
Depuis novembre 2011, des travaux de réhabilitation et de remise aux normes ont débuté, conduits par la société haïtienne Panexus Haïti. Ces travaux consistent également en une réorganisation des espaces intérieurs et extérieurs, dotés d'équipements plus importants capables de supporter le doublement de sa capacité d'accueil (soit 1,2 million de passagers prévus annuellement).
De plus, le bâtiment répondent désormais aux normes parasismiques pouvant subir un séisme de niveau 8 sur l'échelle de Richter. Même si les premiers terminaux ont été mis en service le 15 décembre 2011, les travaux se poursuivirent jusqu'en mars 2012.
En novembre 2013, le secrétaire d'État aux Travaux publics et Transports, Philippe Cinéas, révélait lors d'un conseil de gouvernement, que de nouveaux travaux d'extension et de modernisation de l’aéroport allaient être réalisés. Ainsi, 600 m2 additionnels seront ajoutés aux 2 400 m2 actuels de la salle d’arrivée. 58 postes d’embarquement seront disponibles pour les compagnies aériennes en décembre 2013, tandis qu'une vingtaine de magasins et de restaurants seront aménagés dans le salon d'aéroport de 4 000 m2.

## Galerie

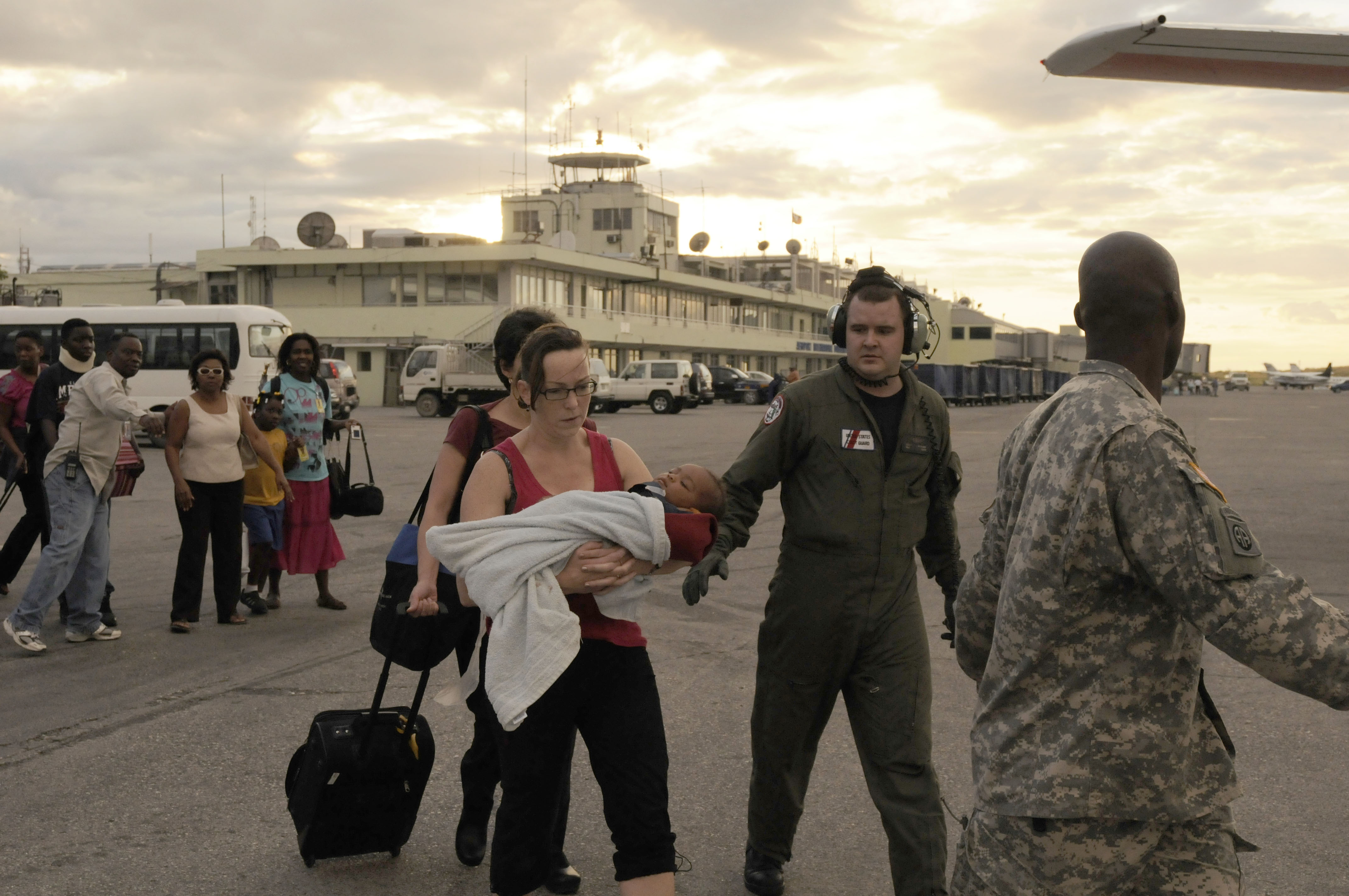
La US Coast Guard évacuant des citoyens américains, le 13 janvier 2010
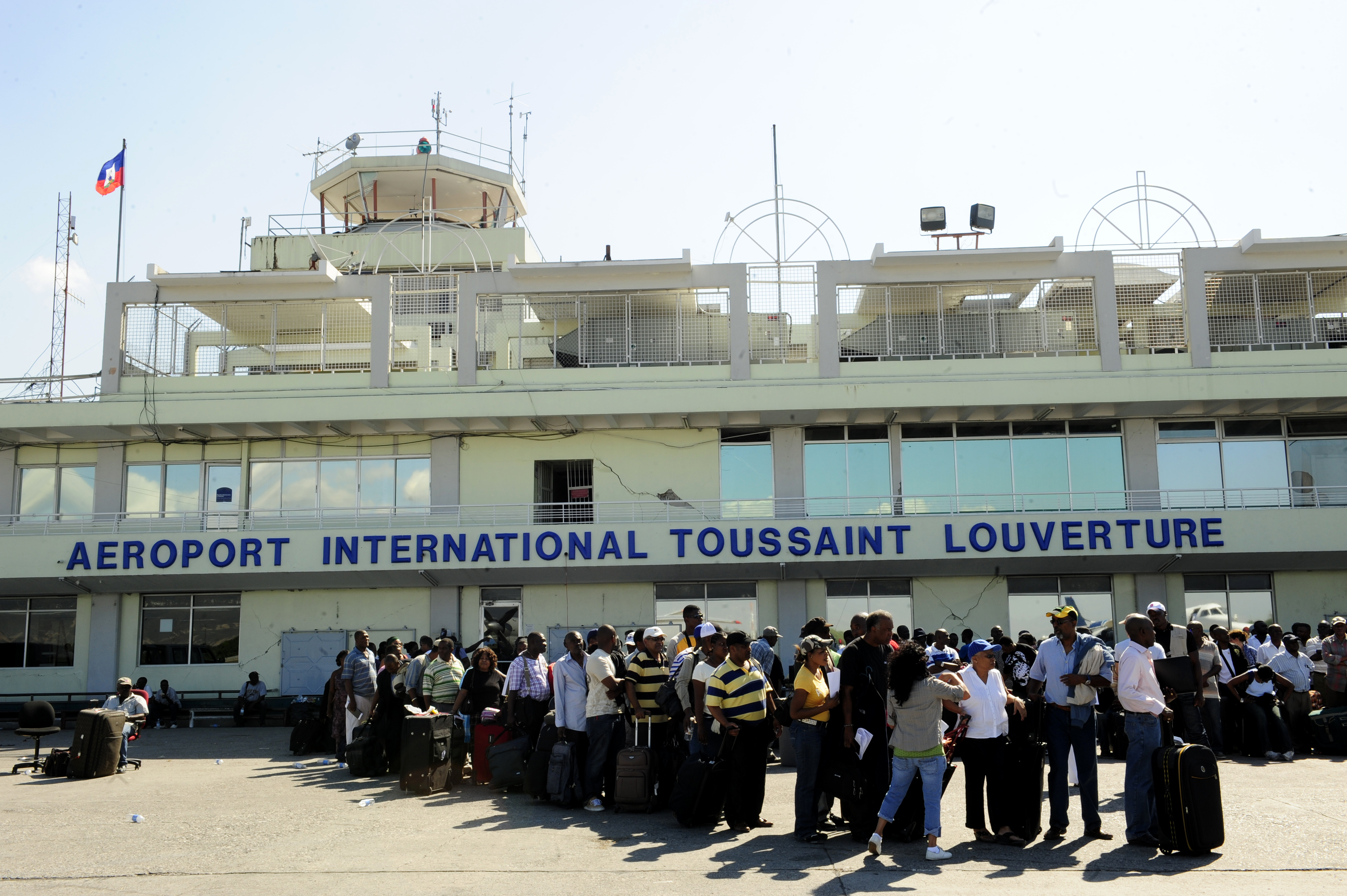
Files d'attente avant l'évacuation d'Haïti depuis l'aéroport de Port-au-Prince, le 15 janvier 2010
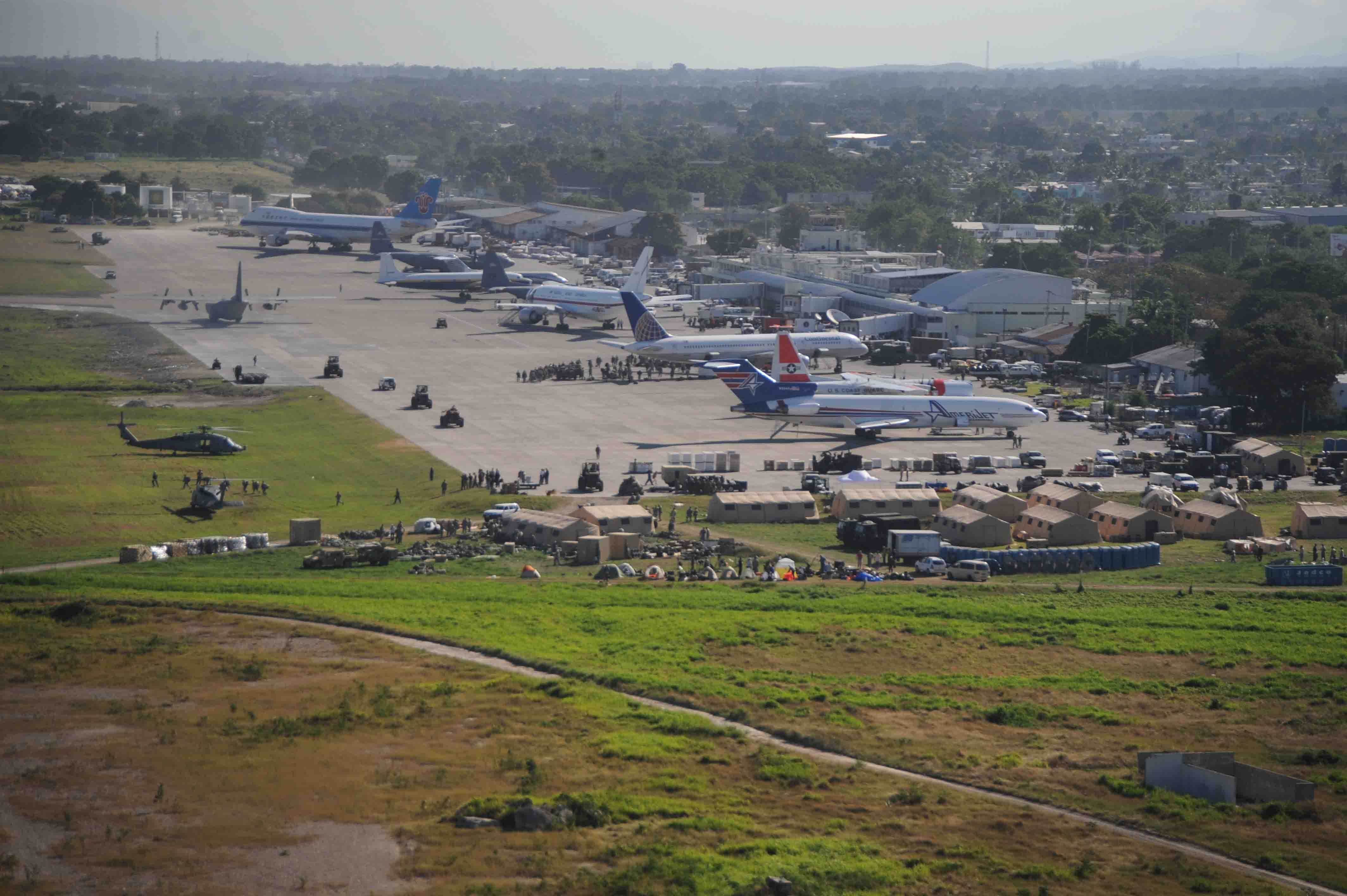
Avions affrétés amenant des vivres pour le peuple haïtien, le 17 janvier 2010
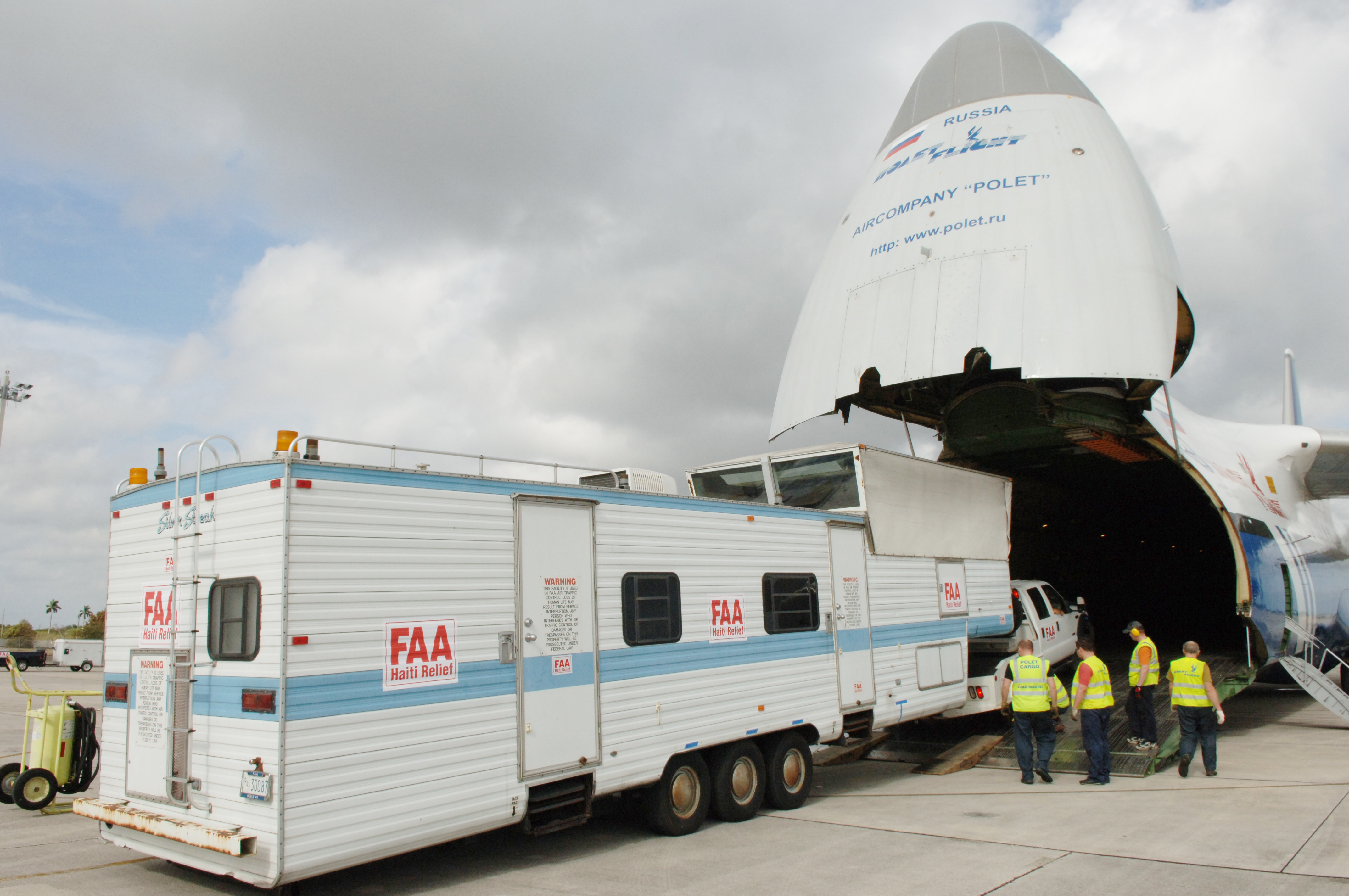
Une tour de contrôle « mobile » de la FAA est chargée dans un Antonov russe, le 21 janvier 2010, afin de rééquiper l'aéroport haïtien.
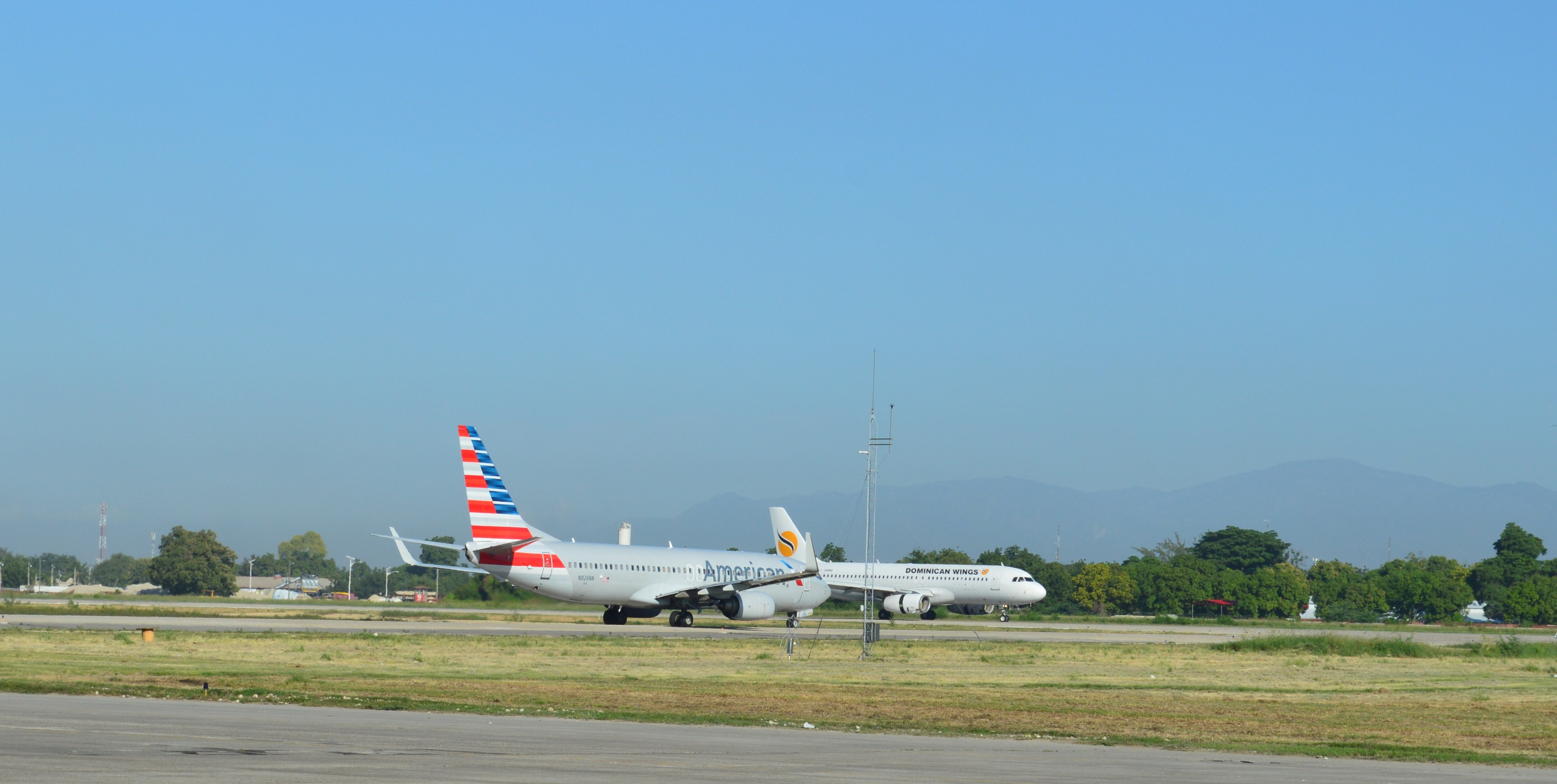
American Airlines
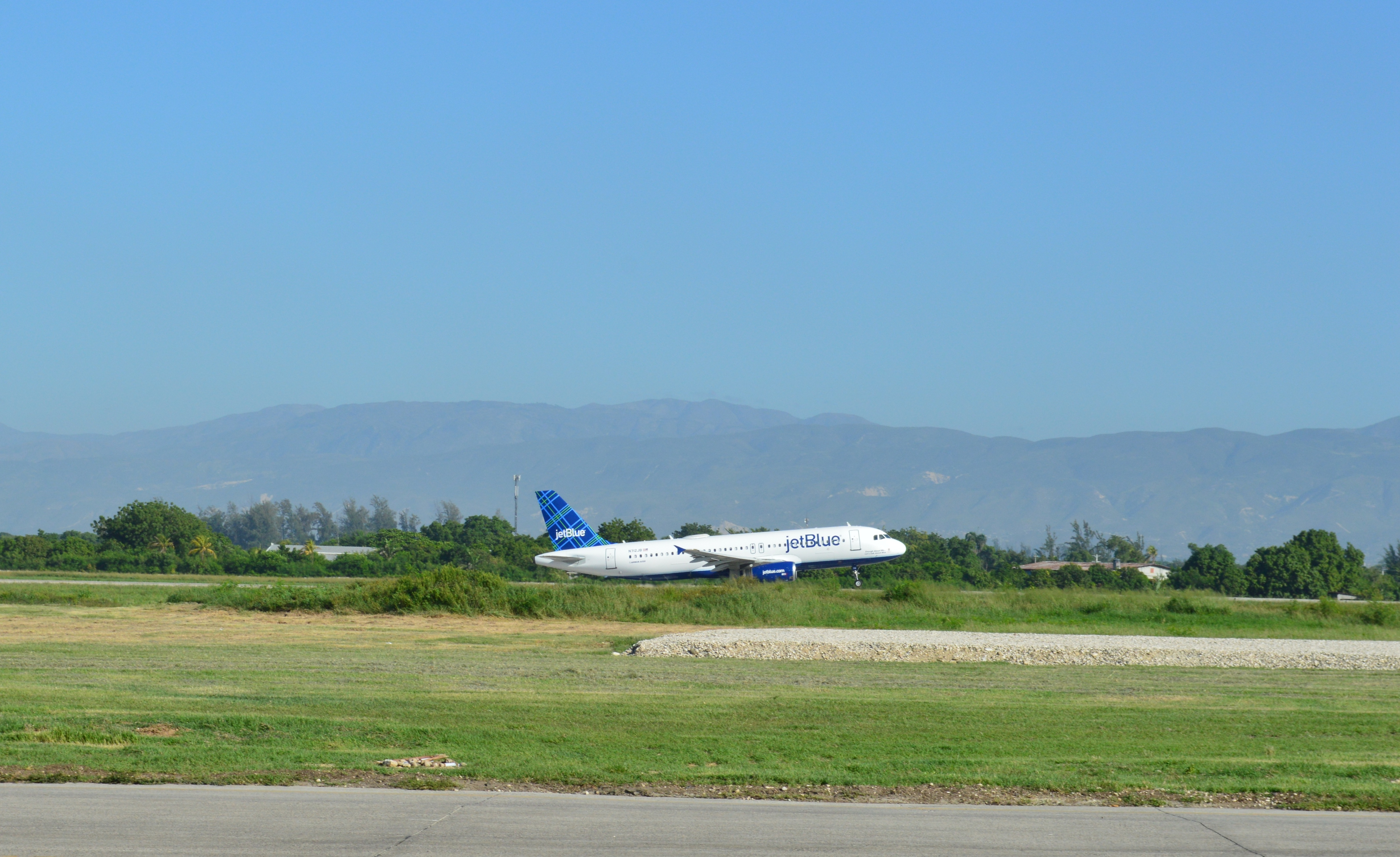
JetBlue Airways
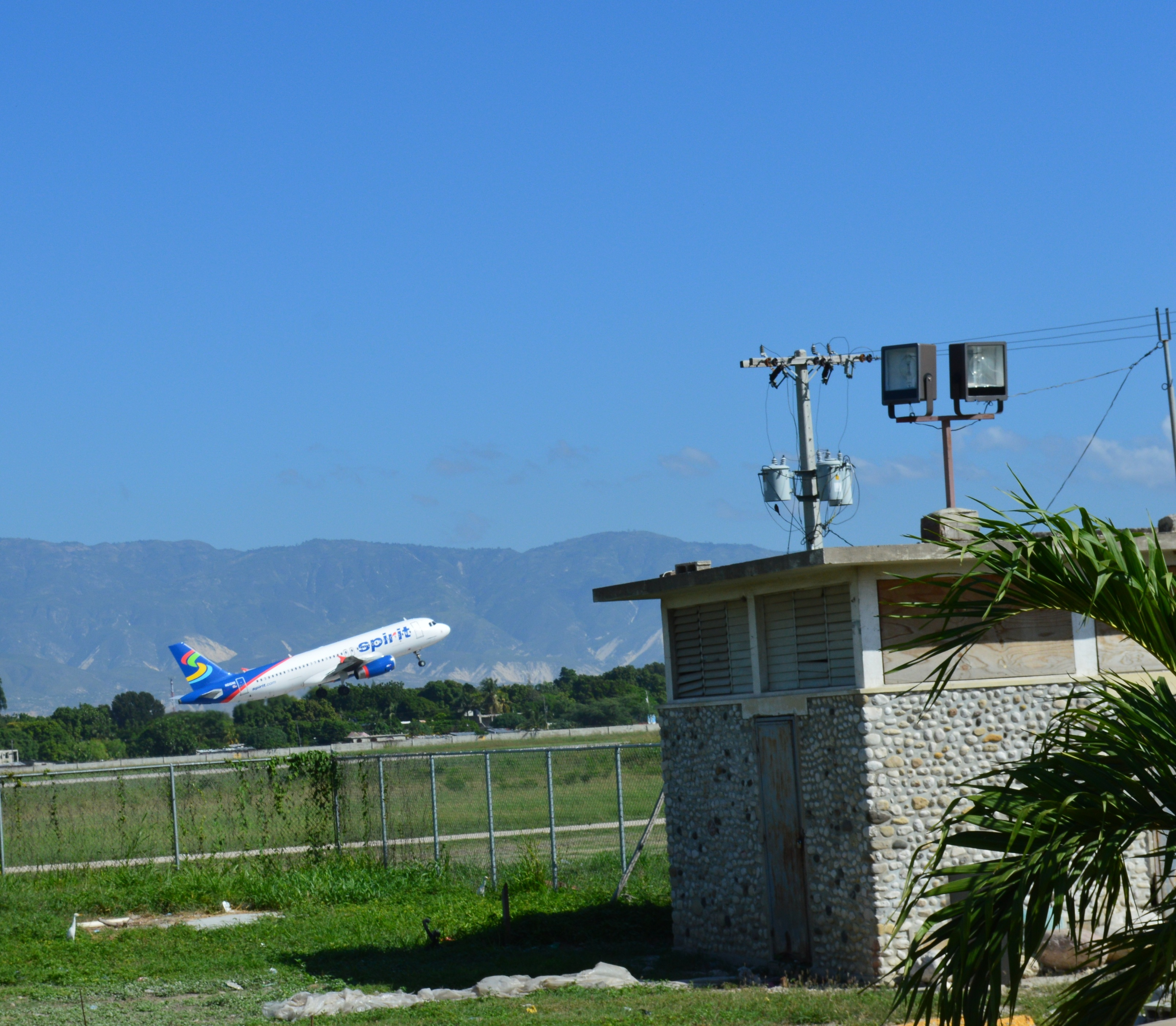
Spirit Airlines
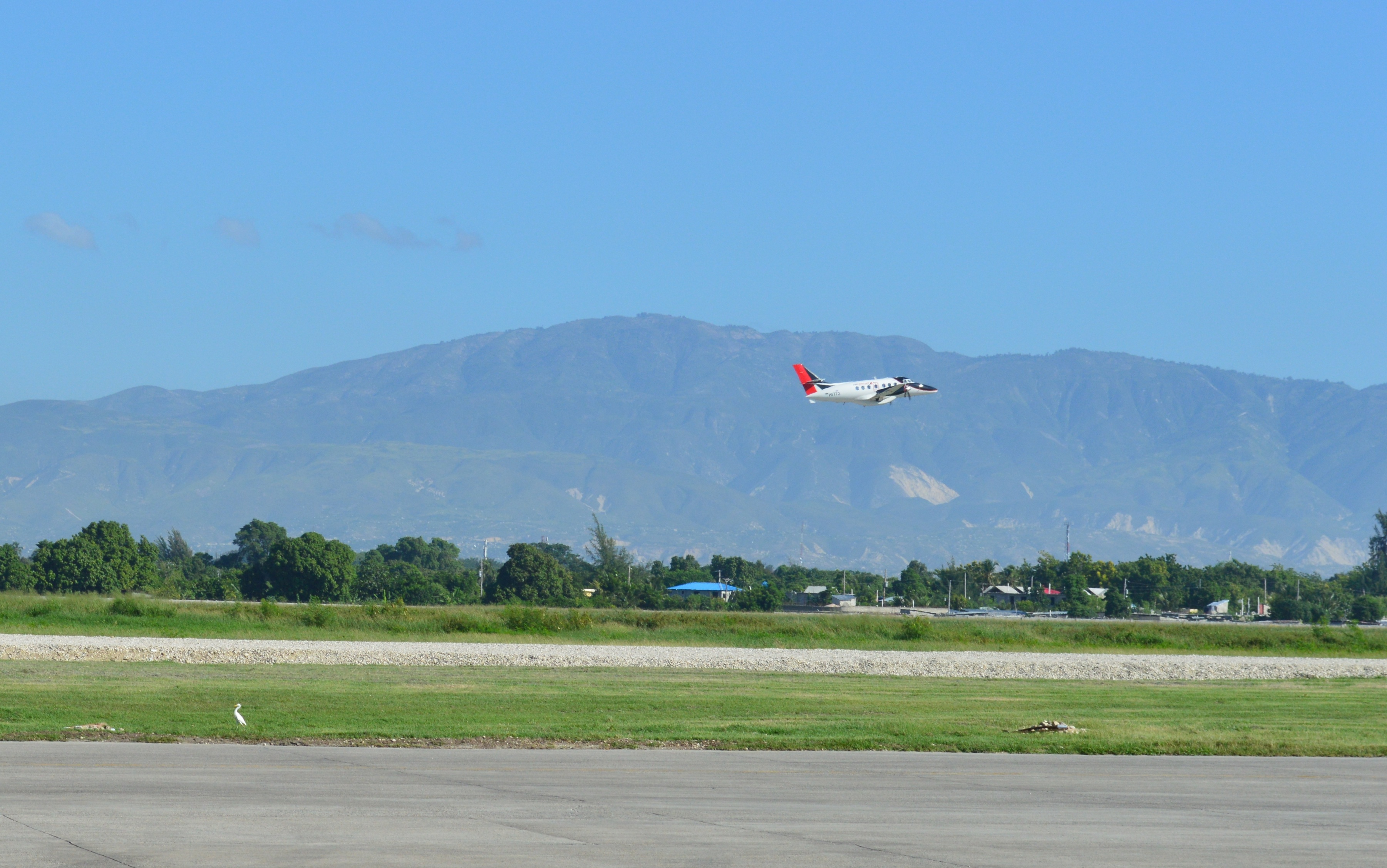
Air Century
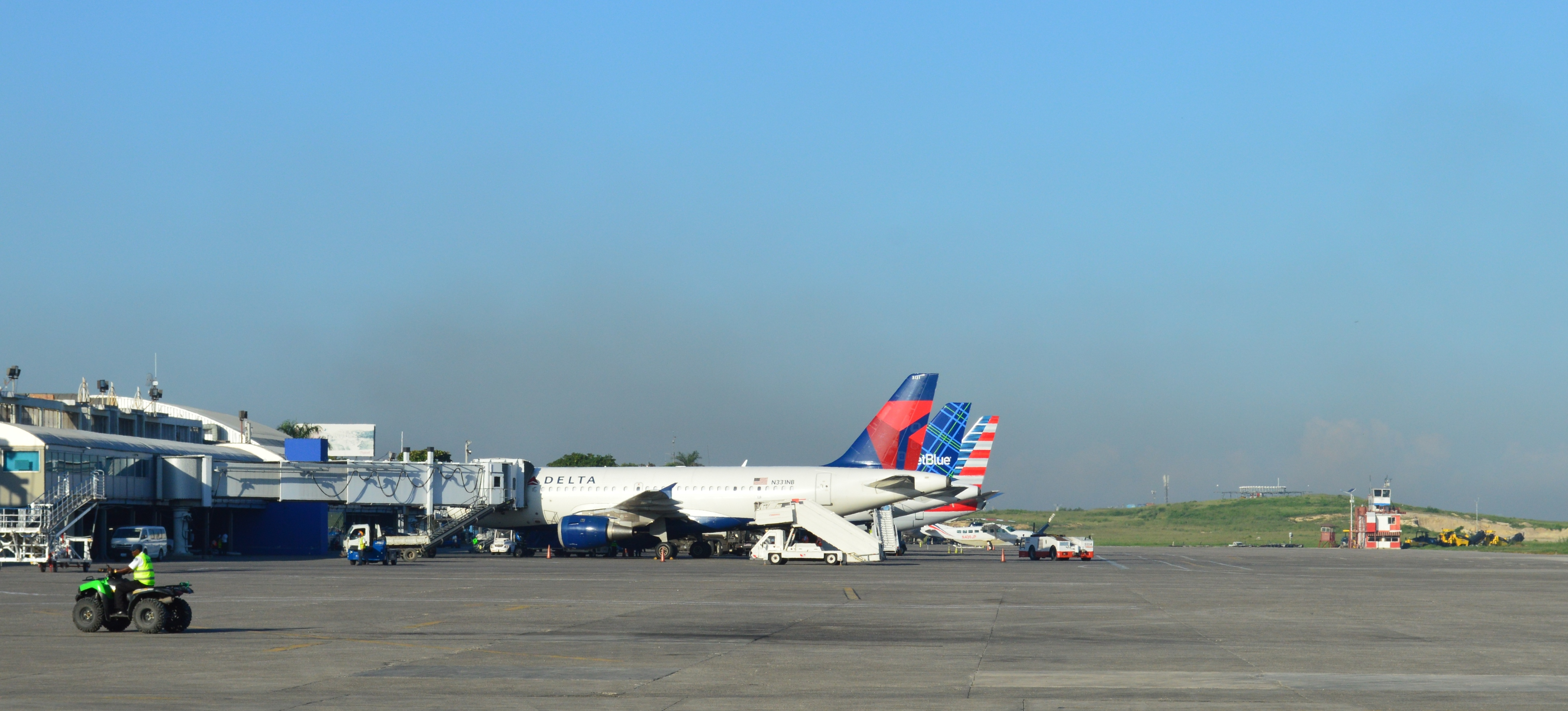
Plusieurs avions

## Statistiques
Pour des raisons techniques, il est temporairement impossible d'afficher le graphique qui aurait dû être présenté ici.

Voir la requête brute et les sources sur Wikidata.

## Compagnies aériennes et destinations
| Compagnies             | Destinations |
| ---------------------- | --- |
| Air Caraïbes           | Paris-Orly |
| Air France             | Paris-Charles de Gaulle, Martinique A. Césaire, Miami, Guadeloupe - Maryse Condé |
| Air Transat            | Montréal (P.-E.-Trudeau) |
| American Airlines      | Miami |
| Bahamasair             | Nassau L. Pindling |
| Caicos Express Airways | Providenciales |
| Copa Airlines          | Panama-Tocumen |
| Eastern Airlines       | New York-John F. Kennedy |
| Fly All Ways           | En saison : Curaçao, Paramaribo-J. A. Pengel |
| InterCaribbean Airways | Kingston-N. Manley, Providenciales, Saint-Domingue Las Américas |
| JetBlue                | Fort Lauderdale-Hollywood, New York-John F. Kennedy En saison : Boston Logan |
| Spirit Airlines        | Fort Lauderdale-Hollywood |
| Sunrise Airways        | Camagüey-I. Agramonte, Cap-Haïtien, Curaçao, La Havane-José Martí, Holguín-F. País, Jérémie, Montego Bay-Donald Sangster, Nassau L. Pindling, Santiago de Cuba-A. Maceo, Saint-Domingue-Dr. J. Balaguer, Saint-Domingue Las Américas |
| Winair                 | Curaçao, Saint-Martin - Princesse-Juliana |
| American Eagle         | Fort Lauderdale-Hollywood, Atlanta H.-Jackson En Saison: Tampa, San Juan - Luis-Muñoz-Marín |
| Caribbean Airlines     | Miami, Port-d'Espagne - Piarco, Caracas-Maiquetía, Tampa, La Havane-José Martí En Saison: Cayenne-F. Éboué |
| GOL                    | Charter: Belém |

Édité le 10/11/2020